# Supersypnoides fuliginosa
Supersypnoides fuliginosa là một loài bướm đêm trong họ Noctuidae.